# Truls Sønstehagen Johansen
Truls Sønstehagen Johansen (ur. 26 czerwca 1991 roku w Elverum) – norweski narciarz, specjalista kombinacji norweskiej, trzykrotny medalista mistrzostw świata juniorów.

## Kariera
Po raz pierwszy na arenie międzynarodowej Truls Sønstehagen Johansen pojawił się w lutym 2008 roku, podczas mistrzostw świata juniorów w Zakopanem. Wspólnie z kolegami wywalczył tam brązowy medal w zawodach drużynowych. Indywidualnie był siódmy w konkursie rozgrywanym metodą Gundersena oraz ósmy w sprincie. Rok później, na mistrzostwach świata juniorów w Štrbskim Plesie Norwegowie z Johansenem w składzie zdobyli tym razem złoty medal w sztafecie. W indywidualnych startach Truls spisał się słabiej, zajmując 11. miejsce w sprincie, a w Gundersenie był dziesiąty. Ostatni medal w tej kategorii wiekowej zdobył w 2010 roku, na mistrzostwach świata juniorów w Hinterzarten, gdzie w sztafecie zdobył srebrny medal. Wystąpił ponadto na mistrzostwach świata juniorów w Otepää w 2011 roku, ale nie zdobył żadnego medalu.
W Pucharze Świata zadebiutował 5 grudnia 2009 roku w Lillehammer, gdzie zajął 27. miejsce w Gundersenie. Tym samym w swoim debiucie od razu zdobył pucharowe punkty. W sezonie 2009/2010 punkty zdobył jeszcze dwukrotnie, najlepszy wynik osiągając 19 grudnia 2009 roku w Ramsau, gdzie był trzynasty w Gundersenie. W klasyfikacji generalnej dało mu to 50. pozycję. W sezonie 2010/2011 dwukrotnie pojawił się w zawodach Pucharu Świata, ale nie zdobył punktów i nie został uwzględniony w klasyfikacji generalnej.
Równocześnie Johansen startuje w zawodach Pucharu Kontynentalnego. Odnosił tam większe sukcesy, między innymi kilkakrotnie zwyciężając, a w sezonie 2012/2013 zajął trzecie miejsce w klasyfikacji generalnej.

## Osiągnięcia

### Mistrzostwa świata juniorów
| Miejsce | Dzień       | Rok  | Miejscowość   | Konkurencja           | Wynik zwycięzcy | Strata      | Zwycięzca            |
| ------- | ----------- | ---- | ------------- | --------------------- | --------------- | ----------- | -------------------- |
| 7.      | 27 lutego   | 2008 | Zakopane      | Gundersen HS94/10 km  | ?               | +2:29.4 min | Alessandro Pittin    |
| 3.      | 28 lutego   | 2008 | Zakopane      | Sztafeta HS94/4x5 km  | 59:32.9 min     | +1:36.3 min | Niemcy               |
| 8.      | 29 lutego   | 2008 | Zakopane      | Sprint HS94/5 km      | ?               | +1:09.5 m   | Tomaz Druml          |
| 11.     | 5 lutego    | 2009 | Štrbské Pleso | Sprint HS100/5 km     | 13:26.0 min     | +54.0 s     | Alessandro Pittin    |
| 1.      | 7 lutego    | 2009 | Štrbské Pleso | Sztafeta HS100/4x5 km | 53:17.3 min     | -           | -                    |
| 10.     | 9 lutego    | 2009 | Štrbské Pleso | Gundersen HS100/10 km | 28:31.7 min     | +2:16.8 min | Alessandro Pittin    |
| 34.     | 27 stycznia | 2010 | Hinterzarten  | Sprint HS106/5 km     | 12:55.4 min     | +2:15.2 min | Junshirō Kobayashi   |
| 2.      | 29 stycznia | 2010 | Hinterzarten  | Sztafeta HS106/4x5 km | 53:00.1 min     | +13.5 s     | Niemcy               |
| 9.      | 31 stycznia | 2010 | Hinterzarten  | Gundersen HS106/10 km | 29:43.5 min     | +1:15.7 min | Ole Christian Wendel |
| 8.      | 27 stycznia | 2011 | Otepää        | Gundersen HS100/10 km | 26:37.7 min     | +1:49.6 min | Johannes Rydzek      |
| 27.     | 29 stycznia | 2011 | Otepää        | Sprint HS100/5 km     | 12:44.5 min     | +2:35.7 min | Marjan Jelenko       |

### Puchar Świata

#### Miejsca w klasyfikacji generalnej
- sezon 2009/2010: 50.
- sezon 2010/2011: niesklasyfikowany
- sezon 2011/2012: 60.
- sezon 2012/2013: 53.
- sezon 2013/2014: 45.
- sezon 2014/2015: 64.
- sezon 2015/2016: nie brał udziału
- sezon 2016/2017: 44.
- sezon 2017/2018: 58.

#### Miejsca na podium chronologicznie
Jak dotąd Johansen nie stał na podium indywidualnych zawodów Pucharu Świata.

### Puchar Kontynentalny

#### Miejsca w klasyfikacji generalnej
- sezon 2008/2009: 95.
- sezon 2009/2010: 27.
- sezon 2010/2011: 11.
- sezon 2011/2012: 6.
- sezon 2012/2013: 3.
- sezon 2013/2014: 9.
- sezon 2014/2015: 4.
- sezon 2015/2016: 14.
- sezon 2016/2017: 7.
- sezon 2017/2018: 12.
- sezon 2018/2019: 29.

#### Miejsca na podium chronologicznie
| Nr  | Data             | Miejscowość       | Konkurencja           | Wynik zwycięzcy | Pozycja | Strata      | Zwycięzca         |
| --- | ---------------- | ----------------- | --------------------- | --------------- | ------- | ----------- | ----------------- |
| 1.  | 6 lutego 2010    | Eisenerz          | Gundersen HS95/10 km  | 24:21.9 min     | 2.      | +25.1 s     | Tomaz Druml       |
| 2.  | 5 lutego 2011    | Eisenerz          | Gundersen HS100/10 km | 22:47.7 min     | 1.      | -           | -                 |
| 3.  | 8 stycznia 2012  | Erzurum           | Gundersen HS95/10 km  | 25:03.7 min     | 1.      | -           | -                 |
| 4.  | 11 lutego 2012   | Eisenerz          | Gundersen HS100/10 km | 29:04.0 min     | 2.      | +26.1 s     | Lukas Klapfer     |
| 5.  | 12 lutego 2012   | Eisenerz          | Gundersen HS100/10 km | 28:19.6 min     | 2.      | +48.7 s     | Lukas Klapfer     |
| 6.  | 6 stycznia 2013  | Wisla             | Gundersen HS134/10 km | 29:25.7 min     | 2.      | +0.0 s      | Geoffrey Lafarge  |
| 7.  | 3 marca 2013     | Høydalsmo         | Gundersen HS94/10 km  | 26:12.4 min     | 1.      | -           | -                 |
| 8.  | 10 marca 2013    | Örnsköldsvik      | Gundersen HS100/10 km | 27:30.0 min     | 1.      | -           | -                 |
| 9.  | 16 marca 2013    | Rovaniemi         | Gundersen HS100/10 km | 26:12.9 min     | 2.      | +58.7 s     | Alessandro Pittin |
| 10. | 17 marca 2013    | Rovaniemi         | Gundersen HS100/15 km | 38:17.9 min     | 3.      | +2:25.3 min | Alessandro Pittin |
| 11. | 19 lutego 2014   | Klingenthal       | Gundersen HS140/10 km | 27:09.1 min     | 2.      | +29.9 s     | Sepp Schneider    |
| 12. | 21 lutego 2014   | Eisenerz          | Gundersen HS100/10 km | 24:13.2 min     | 1.      | -           | -                 |
| 13. | 22 lutego 2014   | Eisenerz          | Gundersen HS100/10 km | 24:13.2 min     | 2.      | +16.7 s     | Marco Pichlmayer  |
| 14. | 23 lutego 2014   | Eisenerz          | Gundersen HS100/10 km | 24:07.7 min     | 2.      | +23.3 s     | Wolfgang Bösl     |
| 15. | 10 stycznia 2015 | Høydalsmo         | Gundersen HS94/10 km  | 27:28.3 min     | 1.      | -           | -                 |
| 16. | 18 stycznia 2015 | Falun             | Gundersen HS100/10 km | 24:52.4 min     | 1.      | -           | -                 |
| 17. | 25 stycznia 2015 | Planica           | Gundersen HS139/10 km | 24:31.7 min     | 3.      | +5.7 s      | Sindre Ure Søtvik |
| 18. | 6 marca 2016     | Chaux-Neuve       | Gundersen HS118/10 km | 24:46.8 min     | 2.      | +39.7 s     | Martin Fritz      |
| 19. | 7 stycznia 2017  | Høydalsmo         | Gundersen HS94/10 km  | 25:02,5 min     | 1.      | -           | -                 |
| 20. | 8 stycznia 2017  | Høydalsmo         | Gundersen HS94/10 km  | 24:40,9 min     | 2.      | +0,1 s      | Hugo Buffard      |
| 21. | 15 grudnia 2017  | Steamboat Springs | Gundersen HS75/10 km  | bd.             | 2.      | bd.         | Mikko Kokslien    |
| 22. | 16 grudnia 2017  | Steamboat Springs | Gundersen HS75/10 km  | bd.             | 3.      | bd.         | Mikko Kokslien    |
| 23. | 17 grudnia 2017  | Steamboat Springs | Gundersen HS75/10 km  | bd.             | 2.      | bd.         | Mikko Kokslien    |

### Letnie Grand Prix

#### Miejsca w klasyfikacji generalnej
- 2010: niesklasyfikowany

#### Miejsca na podium chronologicznie
Jak dotąd Johansen nie stał na podium indywidualnych zawodów LGP.